# Besleria rhytidophyllum
Besleria rhytidophyllum är en tvåhjärtbladig växtart som beskrevs av Johannes von Hanstein. Besleria rhytidophyllum ingår i släktet Besleria och familjen Gesneriaceae. Inga underarter finns listade i Catalogue of Life.